# 이마나가 쇼타
이마나가 쇼타(일본어: 今永 昇太, 1993년 9월 1일 ~ )는 일본의 프로 야구 선수이며, 현재 메이저 리그 베이스볼 내셔널 리그인 시카고 컵스의 소속 선수(투수)이다. 후쿠오카현 기타큐슈시 야하타니시구 출신이다.
DeNA 입단 후 2018년에는 현역 프로 야구 선수로는 처음으로 기타큐슈시 특명대사(스포츠)로 위촉됐다.

## 인물

### 프로 입단 전
에이노마루니시 초등학교 시절에 소프트볼을 시작했고 기타큐슈 시립 에이노마루 중학교에 진학한 후엔 연식 야구부에 소속됐다. 투수로서는 몸이 왜소하여 야구 강호교로부터 스카웃을 받을 정도의 성적을 남기지 못했기 때문에 중학교 졸업을 계기로 자택 근처의 공립 학교인 후쿠오카 현립 호쿠치쿠 고등학교에 입학했다.
호쿠치쿠 고등학교에서는 경식 야구부에 소속됐는데 이 학교는 하교 시각이 19시 30분이기 때문에 ‘평일 연습 시간을 2시간 반으로 제한’이라는 환경 하에 1학년 가을부터 대외 경기에 등판했다. 재학 중에는 춘계와 하계 모두 한신 고시엔 구장에서 개최된 전국 대회에 출전하지 못했지만 3학년 때 춘계 후쿠오카현 대회 1차전에서 오리오아이신 고등학교 타선을 상대로 14개의 삼진을 빼앗은 것을 계기로 NPB 구단 스카우트의 주목을 받았다. 같은 해 하계 고시엔 후쿠오카현 예선에서는 4차전에 진출했고 고쿠라 고등학교를 상대로 최고 속도 144km/h의 직구를 주무기로 호투했지만 1대 2로 패해 고시엔 대회 출전은 이뤄지지 못했다. 고등학교 졸업을 앞두고 주니치 드래건스로부터 ‘드래프트 지명에서는 하위가 될 수도 있겠지만, 지명되게 해달라’는 취지를 전달받은 적도 있었지만 졸업 후에는 고마자와 대학에 진학했다.
고마자와 대학에서는 1학년 봄부터 도토 대학 리그 공식전에 등판했는데 1학년 때인 리그전에서는 당시 4학년이던 도바시라 야스타카와 배터리를 구성한 적도 있었다. 2학년 때 춘계 리그전에서 에이스 자리에 올랐다. 3학년 때 춘계 리그전에선 3경기 연속 완봉승을 기록하여 추계 리그전에서는 MVP, 최우수 투수, 베스트 나인 등 3관왕을 차지함과 동시에 팀을 26년 만의 우승에 큰 기여를 했다. 대학 시절 리그전 통산 46경기에 등판하여 18승 16패, 평균 자책점 2.03, 281탈삼진 등의 성적을 남겼다.

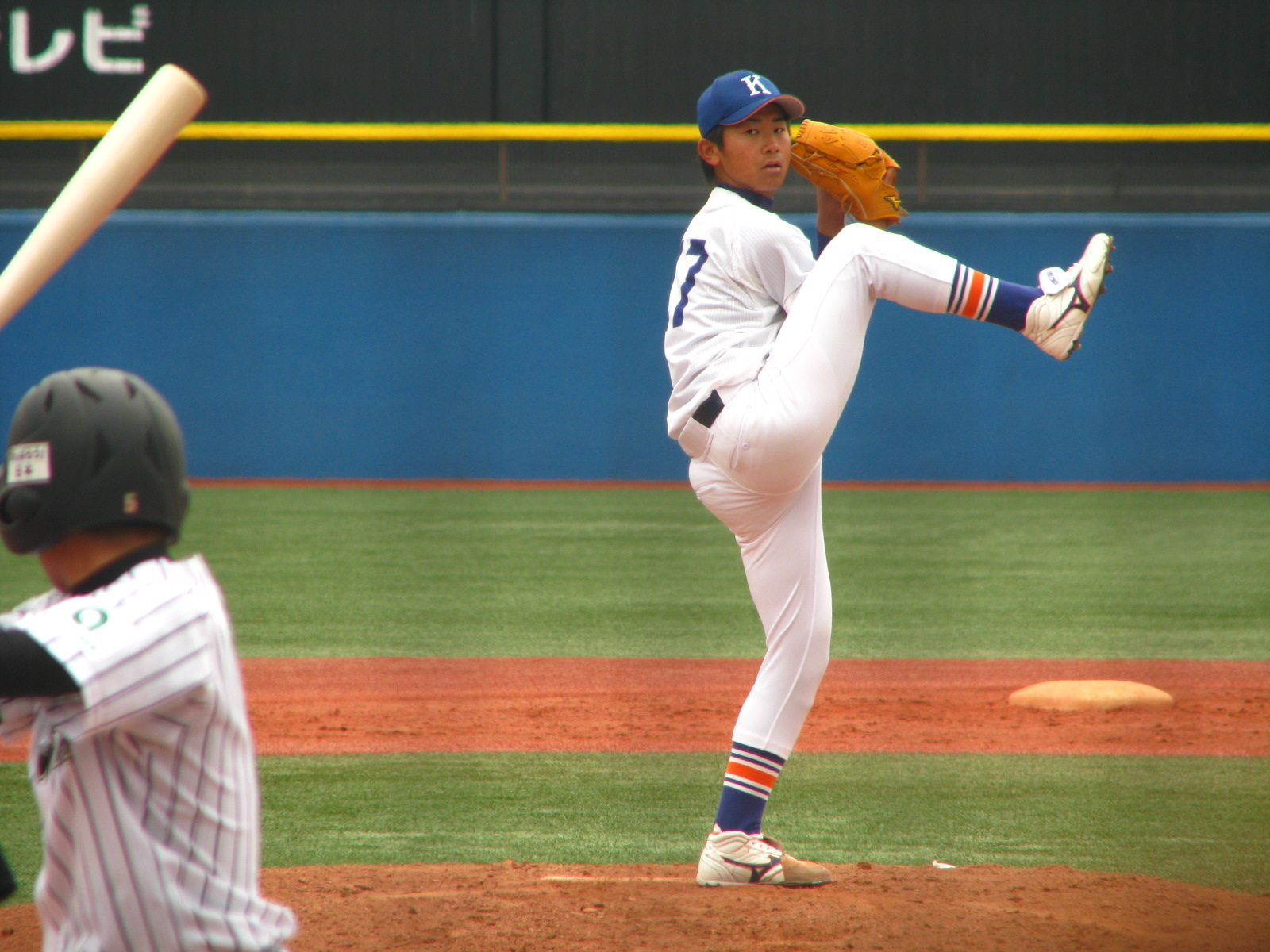
고마자와 대학 시절의 이마나가(2014년)

대학 4학년이던 2015년에 ‘대학에서 가장 뛰어난 좌완 투수’로 평가받는 한편 왼쪽 어깨를 다쳐서 춘계 리그전 등판을 피했다. 추계 리그전에서는 복귀했지만 몸 상태가 올라가지 않아 팀은 최하위로 떨어졌고 동갑내기 4학년인 하라 주리 투수를 거느린 도요 대학에게 패하여 팀도 2부 리그로 강등됐다. 그 영향으로 프로 구단의 입단을 진지하게 고민했고 프로 지망 신고서를 일본 학생 야구 협회에 제출한 것은 마감 시한 이틀 전이었다. 결국 그 해에 열린 프로 야구 드래프트 회의에서 요코하마 DeNA 베이스타스로부터 단독 1순위로 지명돼 계약금 1억 엔과 연봉 1,500만 엔(금액은 추정치)이라는 조건으로 입단했고 등번호는 21번으로 결정했다. 이 드래프트 회의에서는 대학 졸업 후에도 NTT 서일본에서 활약한 도바시라도 DeNA로부터 4순위 지명을 받았다.

### DeNA 시절

#### 2016년
3월 29일, 요미우리 자이언츠전(요코하마 스타디움)에 선발 투수로서 공식전에 데뷔했다. 이 경기를 비롯해서 5경기에 선발 등판한 가운데 4경기에서 퀄리티 스타트를 달성하면서도 개막 4연패를 당했다. 다만 4패째를 당했던 4월 29일 한신 타이거스전(한신 고시엔 구장)에서는 전신 구단을 포함한 DeNA의 신인 투수로서는 공식전 최다 타이 기록인 14탈삼진을 달성했다. 일본 프로 야구의 신인 투수가 공식전에서 14개 이상의 삼진을 빼앗으면서도 패전 투수가 된 사례는 역대 네 번째였다. 이 경기까지 통산 평균 자책점 2.45(센트럴 리그 5위)였던 것이 한 경기당 득점 지원율(RS)은 센트럴 리그 규정 투구 이닝에 도달한 투수 중에서 최저 수치(0.50)에 불과했다. 5월 6일 히로시마 도요 카프전(MAZDA Zoom-Zoom 스타디움 히로시마)에서 데뷔 첫 승을 올린 뒤로는 6월 12일 오릭스 버펄로스전(교세라 돔 오사카)까지 6경기 선발 등판에서 5연승을 기록했다. 전신 구단을 포함하여 DeNA 신인 투수에 의한 5연승은 요코하마 다이요 웨일스 시절이던 1982년에 우완 투수 가나자와 쓰기오가 모두 구원으로 달성한 이후 역대 두 번째 쾌거였다. 좌완 신인 투수 및 모두 선발에 의한 달성은 구단 역사상 처음이었다. “시간을 잡아서 컨디션을 조절하는 것이 최우선”이라는 수뇌진의 방침에 따라 6월 중순부터 잠시 2군에서의 조정에 전념하고 있었지만 7월에는 1군에 복귀했다. 8월 이후의 선발 등판에서는 7경기 연속 퀄리티 스타트를 달성했다. 정규 시즌에서는 22경기에 등판하여 8승 9패를 기록해 승수보다 패전 수가 많았지만 평균 자책점은 2.93의 성적을 남겼다. 시즌 8승째를 올린 9월 19일 히로시마전(요코하마 스타디움)에서 구단 사상 최초로 포스트 시즌에 해당되는 클라이맥스 시리즈 진출을 이끌었다.
요미우리와의 클라이맥스 시리즈 퍼스트 스테이지 2차전(10월 9일, 도쿄 돔)에 선발 등판하여 7이닝을 2피안타 1실점으로 호투했다. 팀은 2승 1패를 기록하면서 그해 리그 우승 팀인 히로시마와 맞붙게 될 파이널 스테이지에 진출했는데 파이널 스테이지에서는 1승 3패(어드밴티지를 포함)로 맞이한 4차전(10월 15일, 마쓰다 스타디움)에 선발 등판했다. 하지만 이 경기에서는 1회말에 타자 11명에게서 6피안타를 비롯한 6실점을 내줬기 때문에 이 이닝이 종료된 후에 교체됐다. 결국 팀은 이 경기에 패함으로써 일본 시리즈 진출에는 실패했다.

#### 2017년
홈구장 개막전이었던 4월 4일 요미우리전에 선발 투수로서 시즌 첫 등판을 이뤘는데 동점이던 7회초에 왼쪽 다리를 다쳐 급거 강판됐다. 이튿날에는 연습에 복귀했지만 4월 12일 한신전(요코하마 스타디움)에서는 데뷔 후 개인 최악의 성적인 8실점으로 시즌 첫 패전 투수가 됐다. 다음 경기에 선발된 4월 19일 히로시마전(마쓰다 스타디움)에서는 1피안타, 4볼넷이라는 투구 내용으로 시즌 첫 승리를 프로 첫 완투승·첫 완봉승으로 기록했다. 일본 프로 야구의 1군 공식전에 선발된 투수가 첫회 노 아웃에 1안타만 내주고 9회 완봉승을 거둔 사례는 DeNA의 OB인 가와무라 다케오가 요코하마 시절이던 1998년 4월 3일 한신전(요코하마 스타디움)에서 기록한 이래 19년 만이었다. 8월 10일 도쿄 야쿠르트 스왈로스전(메이지 진구 야구장)에서 전년도를 뛰어넘은 시즌 9승째를 올렸고 8월 17일 주니치 드래건스전(요코하마 스타디움)에서 10승에 도달했다. 구단의 좌완 투수에 의한 1군 공식전에서 시즌 두 자릿수 승리는 도이 요시히로가 요코하마 시절인 2005년에 달성한 이래 13년 만의 일이며 요코하마 토박이의 좌완 투수에 한해서 요시미 유지가 마찬가지로 요코하마 시절인 2002년에 달성한 이래 15년 만이다. 정규 시즌에서는 팀내 최고 성적에 해당되는 11승을 기록했고 센트럴 리그에서의 최종 규정 투구 이닝에 도달한 좌완 투수로서는 최고(우완 투수를 포함하면 리그 5위) 평균 자책점 2.98을 기록하는 등 선발진 일원으로서의 안정된 투구를 계속함과 동시에 팀을 2년 연속 클라이맥스 시리즈 진출에 기여했다.
포스트 시즌에서는 한신과의 클라이맥스 시리즈 퍼스트 스테이지 2차전(10월 15일, 한신 고시엔 구장)에 선발 등판했는데 경기 시작 전부터 우천으로 인해 그라운드 상태가 좋지 않은 상황에서 등판을 겪은 영향으로 3이닝 동안 3실점을 내주며 끝났다(승패는 연결되지 않음). 후에 팀은 2승 1패의 성적으로 퍼스트 스테이지를 돌파하면서 히로시마와의 파이널 스테이지(마쓰다 스타디움)에 선발 등판할 예정이었다. 하지만 등판이 예정됐던 4차전은 태풍 란의 영향으로 이틀 연속 순연되면서 알렉스 라미레스 감독은 이틀 정도 쉰 이마나가를 중간 계투로 기용하기로 결정했다. 10월 23일에 열린 4차전에서는 1점 앞선 7회말부터 등판했는데 구원 등판은 정규 시즌을 포함해서 프로 입단 후 처음이었지만 2이닝을 무실점으로 막아냈다. 팀은 4승 2패의 성적을 남기며 창단 후 처음으로 클라이맥스 시리즈에서 우승했고 이후 후쿠오카 소프트뱅크 호크스와 맞붙은 일본 시리즈에서는 후쿠오카 야후오쿠! 돔에서의 2차전(10월 29일)과 6차전(11월 4일)에 선발 등판했다. 어느 경기에서도 승패가 연결되진 않았지만 2차전에서는 총 10개, 6차전에서는 선발 전원으로부터 모두 11개의 삼진을 뺏어냈다. 일본 시리즈 역사상 단일 시리즈에서 두 자릿수 탈삼진을 2차례 또는 2경기 연속으로 기록한 투수는 2007년에 다르빗슈 유 이후 두 번째였다. 하지만 팀은 일본 시리즈 우승을 놓쳤다.
일본 시리즈 종료 후에 개최되는 제1회 아시아 프로야구 챔피언십(도쿄 돔)에 일본 대표팀 선수로 출전했다. 이 대회에서는 중화 타이베이 대표팀과의 조별 리그 최종전(11월 16일)에 선발 등판하여 대만 타선을 6이닝 무실점으로 호투했다. 18개의 아웃 가운데 12개의 아웃을 탈삼진으로 기록하는 호투로 팀의 결승 진출 및 우승에 기여했다.

#### 2018년
3월에 나고야 돔에서 개최되는 오스트레일리아 대표팀과의 평가전을 앞두고 야구 국가대표팀에 다시 소집됐다. 3월 3일에 열린 경기에선 3회초부터 구원 등판하여 2이닝을 무실점으로 막아냈다. 하지만 소속팀에 복귀한 이후부터 왼쪽 어깨에 불편함을 호소하며 1군 공식전에서의 시즌 첫 등판은 4월 24일 히로시마전(요코하마 스타디움)으로 등판을 미뤘다. 그 후 선발 등판한 경기에서도 예전의 모습과는 거리가 멀어보일 정도로 극심한 부진에 시달려 1군과 2군을 오갔고 16경기에 등판하여 3승 10패, 평균 자책점 7.10이라는 부진한 성적을 남겼다. 이러한 성적 부진으로 인해 9월 중순부터는 정규 시즌에서 처음으로 중간 계투 요원으로 전향했다. 중간 계투로 전향한 이후 1군 공식전에서는 7경기에 등판하여 1승 1패 4홀드, 평균 자책점 3.68을 기록하는 등 약간 회복하는 모습을 보였지만 시즌 전체적으로는 센트럴 리그 최다인 11패를 당하는 수모를 겪었다. 시즌 후 11월 18일에 있은 재계약 협상에서는 데뷔 후 처음으로 구단으로부터 연봉 삭감을 제시받으면서 추정 연봉 6,700만 엔(전년도부터 1,700만 엔 삭감)이라는 조건으로 재계약을 맺었다. 11월 중순부터 12월 말까지 자신의 희망에 따라 오스트레일리안 베이스볼 리그 팀인 캔버라 캐벌리에 파견됐다. 오스트레일리아에 머무는 동안 6경기에 선발 등판하여 4승 무패, 평균 자책점 0.51, 57탈삼진을 기록한 것을 비롯해 볼넷 1개라는 압도적인 성적을 남겼다.

#### 2019년
시즌 개막을 앞두고 3월에 개최되는 멕시코 대표팀과의 평가전에 야구 국가대표팀 선수로 발탁됐다. 3월 9일에 열린 경기에 선발 등판하여 2이닝 무실점으로 막았다. 정규 시즌에서는 자신의 첫 개막전 선발 투수로 발탁돼 3월 30일 주니치전(요코하마)에 선발 등판했다. 이 경기에서는 8이닝 동안 무실점 호투로 시즌 첫 승리를 장식했고 팀에게 있어서는 8년 만의 홈구장 개막전 승리를 이끌었다. 5경기에 선발 등판한 5월에는 리그 1위에 해당되는 4승(1패), 리그 2위인 월간 평균 자책점 1.78을 기록하는 등의 호조로 센트럴 리그 투수 부문 월간 MVP에 처음으로 선정됐다. 또한 센트럴 리그의 감독 추천 선수로서 올스타전에도 첫 출장했다. 리그가 재개된 후에는 야마구치 슌 등과 다승왕, 최우수 평균 자책점, 최다 탈삼진 등의 타이틀을 놓고 경쟁을 벌였다. 결국 타이틀은 무관에 그쳤지만 팀내 1위(리그 2위)에 해당되는 13승, 리그 1위인 3번의 완봉승을 기록하는 등 팀을 2년 만에 클라이맥스 시리즈 진출에 기여했다. 홈구장인 요코하마 스타디움에서 처음으로 개최된 클라이맥스 시리즈에서는 한신과의 퍼스트 스테이지 총 3경기 중 2경기에 구원 등판했지만 팀이 파이널 스테이지 진출에는 실패했다.
오프에는 11월에 개최된 제2회 WBSC 프리미어 12 일본 대표팀 선수로 발탁됐는데 이 대회에서는 11월 14일 멕시코전에서 6이닝 동안 1실점으로 막아냈다. 대회 종료 후인 12월 5일에 전년도부터 6,900만 엔 승급을 조건으로 계약을 갱신했다. 갱신 후의 연봉은 추정 1억 3,600만 엔으로 전신 구단을 포함한 DeNA 좌완 투수로는 사상 최고 액수로 꼽혔다.

#### 2020년
작년에 이어 개막전 선발 투수로 낙점됐으나 6월 19일 히로시마전(요코하마)에서 5이닝 2실점으로 패전 투수가 됐고 구단으로서는 엔도 가즈히코 이후의 개막전 연승은 나오지 않았다. 그 후에도 선발 로테이션의 일각을 맡았는데도 원래의 모습을 보여주질 못하고 8월 16일에 1군 등록이 말소됐다. 숙고한 결과 10월 5일에 왼쪽 어깨 클리닝 수술을 받았다. 그 해엔 9경기 등판에 그쳤지만 5승 3패를 기록했다. 오프에는 ‘수술로 인해 전력에서 이탈할 때까지는 젊은 선수들을 이끌어 주었다’(미하라 대표)라는 평가를 받고 3,600만 엔이 삭감된 추정 연봉 1억 엔으로 재계약을 맺었다. 전임이던 이시다 겐타에게서 지명을 받아 2021년부터 선수회장으로 취임했다는 사실도 공식 발표됐다.

#### 2021년
스프링 캠프에서의 재활 훈련을 순조롭게 진행해 나가면서 5월 23일 야쿠르트전(진구)에 등판하여 1군에 복귀했다. 6월 13일 홋카이도 닛폰햄 파이터스전(삿포로 돔)에서 전년도 8월 이후인 309일 만에 승리 투수가 됐다. 9월 19일 주니치전(요코하마)에서는 9이닝 동안 4피안타 6탈삼진 무4구 1실점의 호투로 763일 만의 완투 승리를 거뒀다. 최종적으로 19경기에 등판해 5승 5패라는 기대에 못 미친 성적을 남겼지만 평균 자책점 3.08, 120과 2/3이닝, 110탈삼진은 모두 팀내 1위였다. 반면 피홈런 16개는 리그에서 가장 나쁜 5위를 기록하여 과제를 안게 됐다. 또한 이 해에는 40차례의 타석에 들어서며 타율 0.270과 10타석 이상 들어선 센트럴 리그 투수 중에서 가장 높은 타율을 남겼다. 12월 22일에는 작년과 동일한 연봉 1억 엔(추정치)으로 재계약을 맺었고 “계약 건과 관련된 이야기를 하기 전에 ‘미국 자체에 대해 흥미가 있느냐’며 (미하라 구단 대표로부터)질문을 받았다. 설마 물어볼 줄은 정말 몰랐다. ‘있습니다’라고 대답했다” 라고 장래에 MLB 진출에 대한 입장을 밝혔다.

#### 2022년
춘계 스프링 캠프 도중 왼팔에 근육이 급격하게 수축되는 증상이 일어나면서 이로 인해 개막은 늦어졌다. 5월 6일 1군에 등록돼 히로시마전(MAZDA Zoom-Zoom 스타디움 히로시마)에서의 시즌 첫 선발 등판을 이뤘다. 5월 17일 주니치전(반테린 돔 나고야)에서 9이닝 동안 4피안타 13탈삼진 무실점으로 막아내며 3년 만의 완봉승으로 시즌 첫 승리 투수가 됐다. 교류전인 6월 7일 닛폰햄전(삿포로 돔)에서 역대 85번째인 노히트 노런을 달성했다. 8월에는 5승 무패에 평균 자책점 1.25라는 성적을 올려 구단으로서는 1999년 가와무라 다케오 이래, 좌완 투수로는 1957년 곤도 마사토시 이래 처음으로 월간 5승을 기록하여 자신의 통산 두 번째가 되는 월간 MVP를 수상했다. 8월에는 팀이 18승 6패를 기록하여 리그 2위로 끌어올리는 등 팀의 중심 역할을 담당했다. 시즌 최종 등판이 된 10월 1일 요미우리전(요코하마)에서는 7이닝 무실점으로 승리를 거두면서 3년 만에 규정 투구 이닝을 채우고 11승 4패라는 성적을 남겼다. 선발 투수진의 기둥으로서 팀의 3년 만에 클라이맥스 시리즈 진출에 큰 기여를 했고 평균 자책점, QS율은 리그 3위, WHIP는 리그 1위를 기록하여 뛰어난 안정감을 보였다. 오프인 12월 8일의 연봉 협상에서 4,000만 엔이 상승한 1억 4,000만 엔의 단년 계약으로 재계약을 맺었고 향후 MLB 도전을 위한 구단과의 협의를 거듭해 나갈 것임을 천명했다.

#### 2023년

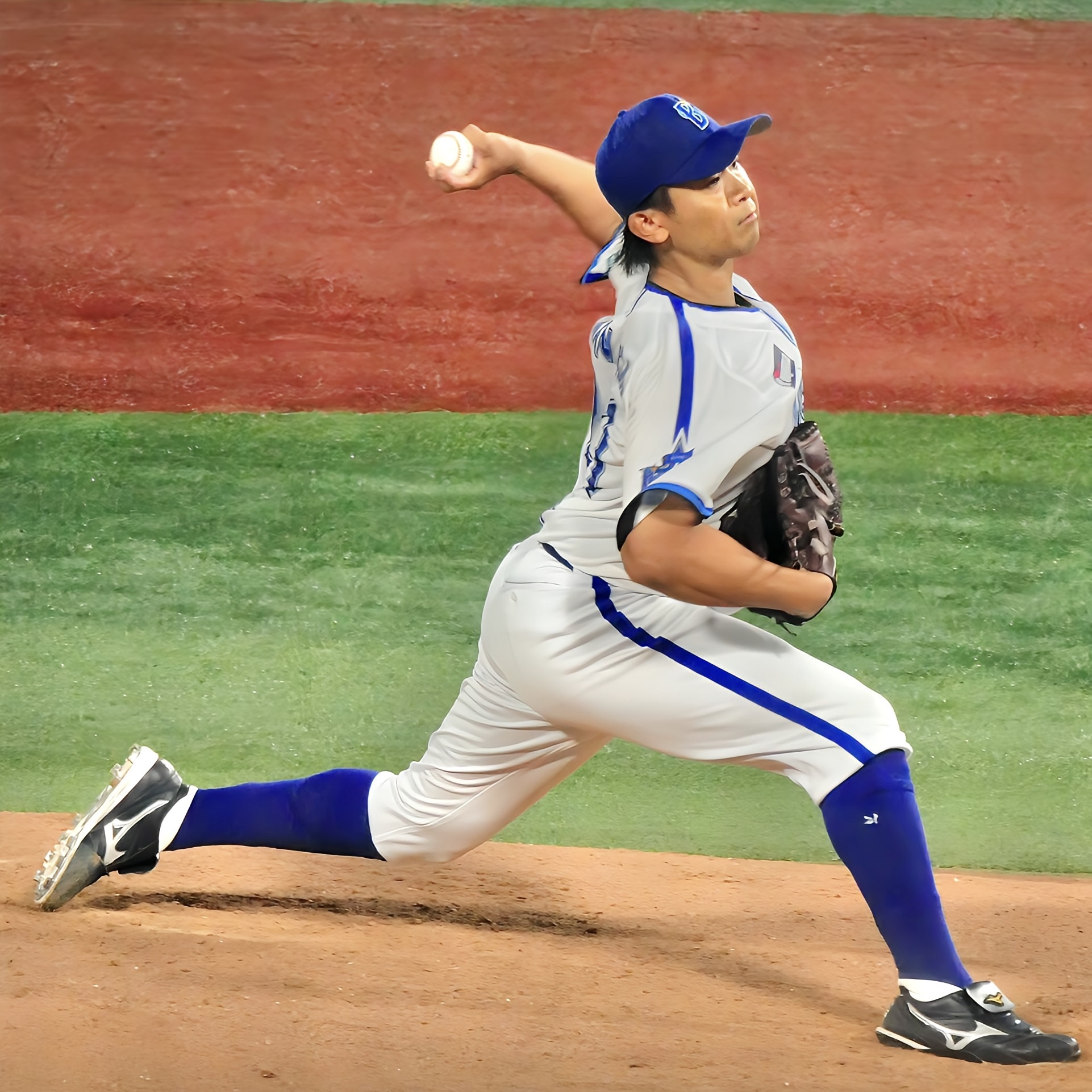
2023년 9월 13일, 요코하마 스타디움

월드 베이스볼 클래식의 일본 대표팀 선수로 발탁돼 이 대회에서는 좌완 에이스로서 마운드를 맡았고 1라운드 대한민국전에서 팀의 두 번째 투수로 등판하여 3이닝 1실점으로 막아냈다. 8강전인 이탈리아전에서 1이닝 2탈삼진으로 기대 이상의 투구를 보였다. 결승전인 미국전에서는 선발로 등판하여 트레이 터너에게 솔로 홈런을 맞았지만 1실점으로 막아내 승리 투수가 되면서 일본 대표팀의 우승에 기여하는 역할을 했다.
정규 시즌인 4월 21일 히로시마전(마쓰다)에서 시즌 첫 등판하여 8이닝 무실점의 호투로 시즌 첫 승을 올렸다. 7월 7일 요미우리전(도쿄 돔)에서는 요미우리 타선으로부터 개인 최다 타이 기록인 7자 연속을 포함하여 개인 최다이자 구단 타이 기록인 15탈삼진을 기록해, 7이닝 1실점으로 승리 투수가 됐다. 9월 13일 주니치 드래건스전(요코하마 스타디움)에서는 첫회 1사에 주니치의 브라이트 켄타로부터 헛스윙 삼진을 기록해 NPB 역대 8번째의 빠른 속도로 통산 1000탈삼진을 달성했다. 이로써 시즌 174개의 탈삼진을 기록하여 데뷔 8년 만에 자신의 첫 타이틀인 최다 탈삼진을 차지하게 됐다. 시즌 종료 후인 11월 11일, 포스팅 시스템을 이용한 MLB 도전이 승인됐다.

### 시카고 컵스 시절
2024년 1월 11일, 시카고 컵스와 계약을 맺었다고 공식 발표했다. 등번호는 18번으로 결정했다. 계약은 4년 총액 5,300만 달러(약 77억 엔)로 일본인 선수로서 역대 5위가 되는 대형 계약이었다. 구단 측은 2025년과 2026년 시즌 종료 후 계약을 연장하는 옵션이 있어 이를 행사하면 계약 총액은 5년 8,000만 달러(약 116억 엔)가 되고, 행사하지 않으면 이마나가는 자유 계약 선수(FA)가 되는 선택권을 얻는다.
4월 1일 홈 개막전에 메이저 리그 첫 등판 및 첫 선발로 나와 6이닝 9탈삼진 무4구 무실점 호투로 메이저 리그 데뷔 첫 승을 올렸다.

## 플레이 스타일
| 구종       | 배분 % | 평균 구속 km/h |
| ---------- | ------ | -------------- |
| 스트레이트 | 52.4   | 147.7          |
| 체인지업   | 15.6   | 133.3          |
| 슬라이더   | 14.9   | 131.2          |
| 커브       | 7.8    | 115.7          |
| 투심       | 5.1    | 147.4          |
| 컷볼       | 4.1    | 139.8          |

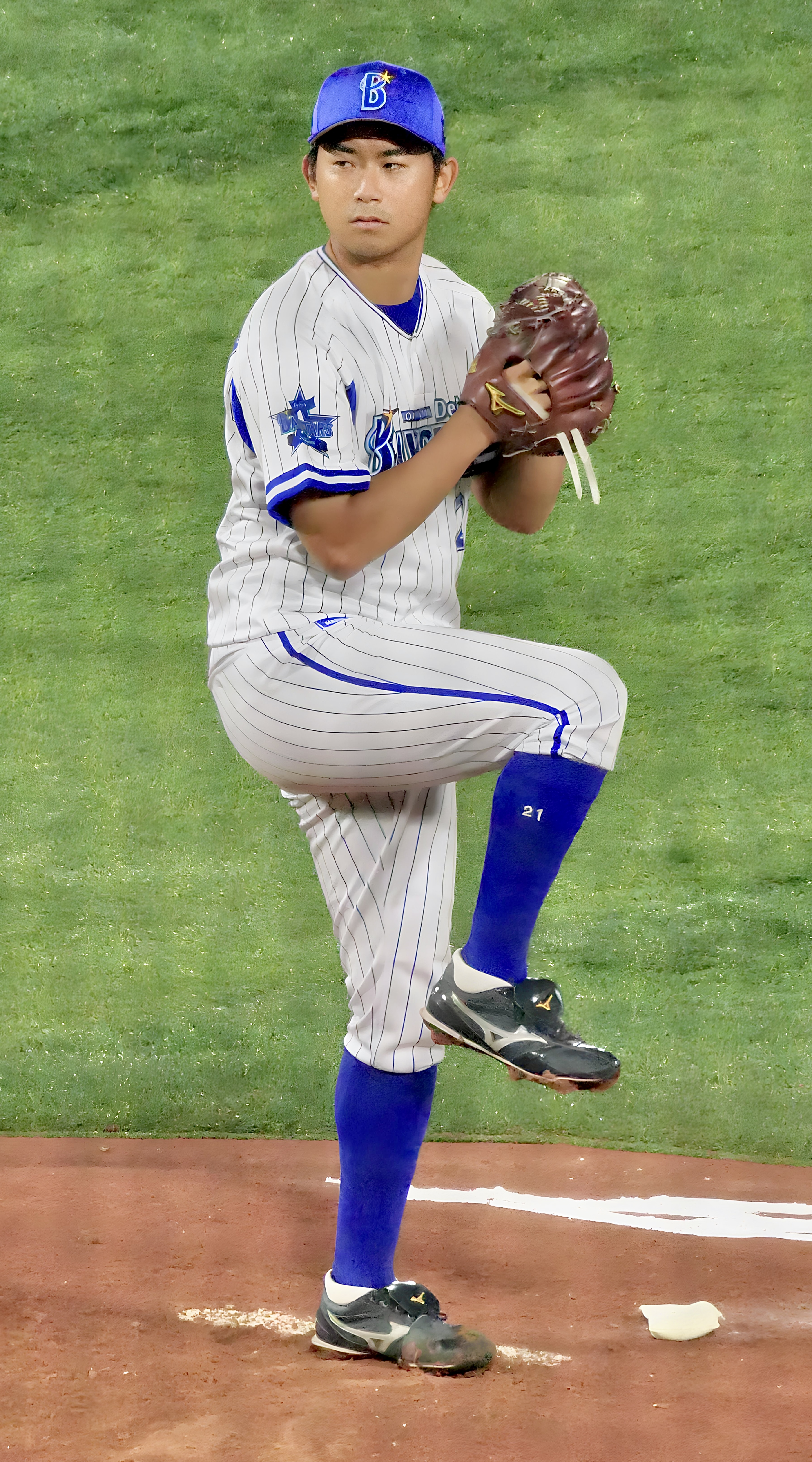
이마나가의 투구폼(2022년 8월 30일, 요코하마 스타디움)

스리쿼터로부터 회전력이 뛰어난 직구와 날카로운 묘미를 자랑하는 슬라이더, 체인지업, 커브를 섞어 던진다. 구원으로 등판했을 때는 최고 속도 154km/h와 최고 회전수 2678rpm을 기록했다. 2019년부터 후배인 아즈마 가쓰키로부터 전수받은 130km/h선에서 변화하는 체인지업(자칭 ‘체인지 포크’)과 140km/h선에서 변화된 슬래터를 축으로 하는 투구 스타일로 하고 있다. 또 체인지업은 같은 공을 쥐고 140km/h 전후의 고속 체인지업도 던진다.
DeNA에 1순위로 지명됐을 때 투구 스타일이 스기우치 도시야와 비슷하다는 평가도 있었다. 직구는 고등학교 2학년 때인 가을부터 견갑골의 유연한 움직임을 의식한 훈련 성과에 의해 구속이 단기간에 크게 향상됐고 3학년 때에는 상시 140km/h대를 측정하게 됐다.
입단 초에는 몸에 대한 과제를 안게 되면서 연투를 지속해야 했던 대학 시절에는 몸 상태가 완전할 때에 탈삼진을 양산하는 한편으론 체력이 떨어진 때에 집중타를 맞게 되는 경향이 유난히 많았다. DeNA 입단 1년차(2016년)에 감독으로 취임한 알렉스 라미레스는 이마나가를 선발로 내세운 그해 공식전에서 투구 수가 85 ~ 100개 전후로 도달할 때까지 이마나가를 교체한다는 방침을 취했다. “젊은 투수는 (한 경기당 투구를)어느 정도 제한하는 것이 장래와 연결된다”라는 지론에 따른 것으로 6월 초순부터 이마나가가 부진에 시달렸을 때 휴양과 컨디션 조정을 목적으로 2군 강등 조치를 내린 것이다. 이마나가도 한 달여 동안 2군 조정을 거쳐 1군에 복귀했을 때 정규 시즌 막판까지 선발 등판하여 호투를 계속했다. 이와 같은 방침에 대해 팀의 클라이맥스 시리즈 진출이 결정된 후에는 “2군에서 보낸 경험이 없었다면 지금 활발하게 1군에서 던질 수 있었다고는 도저히 생각할 수 없다. ‘라미레스 감독에겐 정말로 소중히 기용해주셨구나’라고 생각하고 있다”라는 말로 라미레스에 대한 감사의 뜻을 표했다.
또한 투수이면서 타격도 좋은 편이라 2023년 시즌 종료 시점에서 통산 타율은 276타수 51안타로 타율 0.185를 기록했으며, 특히 2021년 시즌에는 37타수 10안타로 타율 0.270을 기록했다.

## 에피소드
- 취재나 히어로 인터뷰 때의 특징적인 표현보다는 ‘던지는 철학자’(投げる哲学者)라는 별명이 붙으면서 팬과 언론 사이에 회자되고 있다.[97] 특유의 성격이나 야구에 임하는 자세는 다른 선수들에게도 귀감이 될 정도로 동경하는 선수들도 많다.

- 사용하고 있는 글러브에는 호쿠치쿠 고등학교 야구부 시절 당시 이노우에 가쓰야 감독이 말했던 ‘역경이야말로 각성할 때’(逆境こそ覚醒のとき)라는 문구를 넣어 그 말을 줄곧 간직하고 있다.[98]

- 글러브를 비롯한 야구 도구는 미즈노의 것을 사용하여 2017년부터 브랜드 앰배서더 계약을 맺고 있다.[99]

- 부모는 중학교 교사이며 5살 위의 형도 초등학교 교사로 재직하고 있다.[100] 삼남매의 차남으로 네 살 위에 누나가 있다.[101] 아버지는 2022년 6월에 사망했다.[102]

- 2023년 10월 27일에 자신의 첫 저서 《이마나가 쇼타의 피칭 바이블》(今永昇太のピッチングバイブル)이 발매됐다.[103]

## 상세 정보

### 출신 학교
- 후쿠오카 현립 호쿠치쿠 고등학교
- 고마자와 대학

### 선수 경력
NPB
- 요코하마 DeNA 베이스타스(2016년 ~ 2023년)

MLB
- 시카고 컵스(2024년 ~ )

국가 대표 경력
- 2017년 아시아 프로야구 챔피언십 일본 국가대표
- 2019년 WBSC 프리미어 12 일본 국가대표
- 2023년 월드 베이스볼 클래식 일본 국가대표

### 수상·타이틀 경력

#### 타이틀
- 최다 탈삼진 : 1회(2023년)

#### 수상
- 월간 MVP : 2회(2019년 5월, 2022년 8월) ※투수 부문

### 개인 기록

#### NPB

##### 첫 기록(투수)
- 첫 등판·첫 선발 등판 : 2016년 3월 29일, 대 요미우리 자이언츠 1차전(요코하마 스타디움), 7이닝 4실점(3자책점) 3피홈런에서 패전 투수[104]
- 첫 탈삼진 : 상동, 1회초에 조노 히사요시로부터 헛스윙 삼진
- 첫 승리·첫 선발 승리 : 2016년 5월 6일, 대 히로시마 도요 카프 6차전(MAZDA Zoom-Zoom 스타디움 히로시마), 7이닝 무실점 9탈삼진[105]
- 첫 완투 승리·첫 완봉 승리 : 2017년 4월 19일, 대 히로시마 도요 카프 2차전(MAZDA Zoom-Zoom 스타디움 히로시마), 9이닝 1피안타 무실점 7탈삼진[27]
- 첫 홀드 : 2018년 9월 22일, 대 주니치 드래건스 25차전(요코하마 스타디움), 7회초에 2번째 투수로서 구원 등판, 1이닝 무실점

##### 첫 기록(타격)
- 첫 타석·첫 안타 : 2016년 3월 29일, 대 요미우리 자이언츠 1차전(요코하마 스타디움), 3회말에 아론 포레다로부터 3루 내야 안타
- 첫 타점 : 2016년 5월 6일, 대 히로시마 도요 카프 6차전(MAZDA Zoom-Zoom 스타디움 히로시마), 2회초에 요코야마 히로키로부터 투수 스퀴즈 번트

##### 기록 달성 경력
- 통산 1000탈삼진 : 2023년 9월 13일, 대 주니치 드래건스 22차전(요코하마 스타디움), 1회초에 브라이트 켄타로부터 헛스윙 삼진 ※역대 156번째
- 통산 1000투구 이닝 : 2023년 9월 30일, 대 도쿄 야쿠르트 스왈로스 25차전(메이지 진구 야구장), 4회말에 나가오카 히데키를 투수 병살타로 처리 ※역대 367번째[106]

##### 기타
- 노히트 노런 : 2022년 6월 7일, 대 홋카이도 닛폰햄 파이터스 1차전(삿포로 돔), 9이닝 117구 9탈삼진 1볼넷 무실점 ※역대 85명째·96번째, 구단 역사상 52년 만에 4번째[107][108], 허용한 주자가 1명뿐이었던(준퍼펙트 게임) 것은 역대 17명째·18번째[109]
- 일본 시리즈 21 탈삼진 : 2017년 ※6경기로 치른 일본 시리즈에서는 야마구치 다카시(1975년)와 함께 최다 타이 기록
- 일본 시리즈에서의 두 자릿수 탈삼진 : 2회(2017년 2차전, 6차전) ※다르빗슈 유와 나란히 최다 타이 기록[32]
- 올스타전 출장 : 2회(2019년, 2023년)

#### MLB

##### 첫 기록
- 첫 등판·첫 선발 등판·첫 승리·첫 선발 승리 : 2024년 4월 1일, 대 콜로라도 로키스 1차전(리글리 필드), 6이닝 2피안타 무실점
- 첫 탈삼진 : 상동, 1회초에 브렌던 로저스로부터 헛스윙 삼진

### 등번호
- 21(2016년 ~ 2023년)
- 18(2024년 ~ )

### 연도별 투수 성적
| 연 도      | 소 속      | 등 판 | 선 발 | 완 투 | 완 봉 | 무 4 구 | 승 리 | 패 전 | 세 이 브 | 홀 드 | 승 률 | 타 자 | 이 닝  | 피 안 타 | 피 홈 런 | 볼 넷 | 고 4 | 몸 맞 | 탈 삼 진 | 폭 투 | 보 크 | 실 점 | 자 책 점 | 평 자 책 | W H I P |
| ---------- | ---------- | ----- | ----- | ----- | ----- | ------- | ----- | ----- | -------- | ----- | ----- | ----- | ------ | -------- | -------- | ----- | ---- | ----- | -------- | ----- | ----- | ----- | -------- | -------- | ------- |
| 2016년     | DeNA       | 22    | 22    | 0     | 0     | 0       | 8     | 9     | 0        | 0     | .471  | 541   | 135.1  | 108      | 16       | 38    | 1    | 2     | 136      | 1     | 0     | 47    | 44       | 2.93     | 1.08    |
| 2017년     | DeNA       | 24    | 24    | 3     | 2     | 0       | 11    | 7     | 0        | 0     | .611  | 600   | 148.0  | 115      | 13       | 52    | 2    | 5     | 140      | 3     | 0     | 49    | 49       | 2.98     | 1.13    |
| 2018년     | DeNA       | 23    | 16    | 1     | 0     | 0       | 4     | 11    | 0        | 4     | .267  | 402   | 84.2   | 108      | 18       | 38    | 6    | 4     | 80       | 6     | 0     | 77    | 64       | 6.80     | 1.72    |
| 2019년     | DeNA       | 25    | 25    | 3     | 3     | 0       | 13    | 7     | 0        | 0     | .650  | 684   | 170.0  | 128      | 18       | 56    | 8    | 4     | 186      | 2     | 0     | 59    | 55       | 2.91     | 1.08    |
| 2020년     | DeNA       | 9     | 9     | 0     | 0     | 0       | 5     | 3     | 0        | 0     | .625  | 224   | 53.0   | 47       | 2        | 17    | 1    | 1     | 63       | 2     | 0     | 24    | 19       | 3.23     | 1.21    |
| 2021년     | DeNA       | 19    | 19    | 1     | 0     | 1       | 5     | 5     | 0        | 0     | .500  | 476   | 120.0  | 97       | 16       | 26    | 3    | 4     | 110      | 0     | 0     | 43    | 41       | 3.08     | 1.03    |
| 2022년     | DeNA       | 21    | 21    | 3     | 2     | 1       | 11    | 4     | 0        | 0     | .733  | 560   | 143.2  | 106      | 14       | 29    | 1    | 3     | 132      | 3     | 0     | 37    | 36       | 2.26     | 0.94    |
| 2023년     | DeNA       | 22    | 22    | 2     | 0     | 0       | 7     | 4     | 0        | 0     | .636  | 596   | 148.0  | 132      | 17       | 24    | 4    | 4     | 174      | 2     | 0     | 46    | 46       | 2.80     | 1.05    |
| 통산 : 8년 | 통산 : 8년 | 165   | 158   | 13    | 7     | 2       | 64    | 50    | 0        | 4     | .561  | 4083  | 1002.2 | 841      | 114      | 280   | 26   | 27    | 1021     | 19    | 0     | 382   | 354      | 3.18     | 1.12    |

- 2023년 시즌 종료 기준
- 굵은 글씨는 시즌 최고 성적

### WBSC 프리미어 12에서의 투수 성적
| 연 도 | 대 표 | 등 판 | 선 발 | 승 리 | 패 전 | 세 이 브 | 타 자 | 이 닝 | 피 안 타 | 피 홈 런 | 볼 넷 | 고 4 | 몸 맞 | 탈 삼 진 | 폭 투 | 보 크 | 실 점 | 자 책 점 | 평 자 책 |
| ----- | ----- | ----- | ----- | ----- | ----- | -------- | ----- | ----- | -------- | -------- | ----- | ---- | ----- | -------- | ----- | ----- | ----- | -------- | -------- |
| 2019  | 일본  | 2     | 2     | 1     | 0     | 0        | 33    | 9.0   | 5        | 1        | 1     | 0    | 0     | 12       | 0     | 0     | 1     | 1        | 1.00     |

### WBC에서의 투수 성적
| 연 도 | 대 표 | 등 판 | 선 발 | 승 리 | 패 전 | 세 이 브 | 타 자 | 이 닝 | 피 안 타 | 피 홈 런 | 볼 넷 | 고 4 | 몸 맞 | 탈 삼 진 | 폭 투 | 보 크 | 실 점 | 자 책 점 | 평 자 책 |
| ----- | ----- | ----- | ----- | ----- | ----- | -------- | ----- | ----- | -------- | -------- | ----- | ---- | ----- | -------- | ----- | ----- | ----- | -------- | -------- |
| 2023  | 일본  | 3     | 1     | 1     | 0     | 0        | 25    | 6.0   | 7        | 2        | 0     | 0    | 0     | 7        | 0     | 0     | 2     | 2        | 3.00     |

### 연도별 수비 성적
| 연도 | 소속 | 투수  | 투수  | 투수  | 투수  | 투수  | 투수     |
| 연도 | 소속 | 경 기 | 척 살 | 보 살 | 실 책 | 병 살 | 수 비 율 |
| ---- | ---- | ----- | ----- | ----- | ----- | ----- | -------- |
| 2016 | DeNA | 22    | 5     | 17    | 1     | 1     | .957     |
| 2017 | DeNA | 24    | 12    | 31    | 1     | 3     | .977     |
| 2018 | DeNA | 23    | 4     | 20    | 1     | 1     | .960     |
| 2019 | DeNA | 25    | 10    | 25    | 1     | 0     | .972     |
| 2020 | DeNA | 9     | 5     | 9     | 2     | 1     | .875     |
| 2021 | DeNA | 19    | 5     | 17    | 1     | 0     | .957     |
| 2022 | DeNA | 21    | 11    | 21    | 0     | 0     | 1.000    |
| 2023 | DeNA | 22    | 9     | 21    | 0     | 2     | 1.000    |
| 통산 | 통산 | 165   | 61    | 161   | 7     | 8     | .969     |

- 2023년 시즌 종료 기준
- 굵은 글씨는 시즌 최고 성적

### 주해
1. ↑  구단에서는 전신인 다이요 웨일스 시절이던 1970년 기토 히로시가 야쿠르트 아톰스전에서 달성한 이래 52년 만의 쾌거였지만[63][64] 당시 다이요의 홈구장은 가와사키 구장이었기 때문에 요코하마로의 연고지 이전 후(1978년 이후) 및 ‘베이스타스’로 구단명이 변경된 후(1993년 이후)에는 모두 처음이다. 또한 삿포로 돔에서의 달성은 사상 처음이다.[65] 교류전에서 노히트 노런을 달성한 사례는 2012년 스기우치 도시야 이후 10년 만이자 역대 세 번째이다.[66] 이마나가의 달성에 의한 전체 센트럴 리그 팀이 21세기 이후 노히트 노런 달성자를 배출해 낸 셈이다.

### 출전
1. ↑  “Shōta Imanaga Contract Details, Salaries, & Earnings” (영어). Spotrac. 2024년 1월 16일에 확인함.
2. ↑  “Cubs finalize 4-year deal with Japanese lefty Imanaga”. 《mlb》. 2024년 1월 13일. 2024년 1월 13일에 확인함.
3. ↑  “スポーツ大使に今永投手　北九州市 [福岡県]”. 《니시닛폰 신문》. 2018년 2월 15일. 2018년 3월 13일에 확인함.
4. ↑  “DeNA・今永、北九州市スポーツ大使就任「老後を暮らしたい」”. 《산케이 스포츠》. 2018년 2월 19일. 2018년 3월 2일에 확인함.
5. ↑  《야큐타로》, No.017, 고사이도 출판, 2015년, 잡지 69412-14, p.84
6. ↑  “駒澤大学　今永 昇太選手（北筑高校出身・福岡）INTERVIEW”. 《고교 야구 닷컴》 (WoodStock). 2014년 5월 5일. 2016년 8월 17일에 원본 문서에서 보존된 문서. 2016년 7월 19일에 확인함.
7. 1 2  “DeNA・今永昇太 無類の負けず嫌いでプロでもエースを目指す”. 《슈칸 베이스볼 ONLINE》 (베이스볼 매거진사). 2016년 1월 27일. 2016년 7월 19일에 확인함.
8. ↑  “小倉vs北筑 2011年夏の大会　第93回福岡大会　4回戦”. 高校野球ドットコム. 2011년 7월 21일. 2023년 1월 11일에 원본 문서에서 보존된 문서. 2020년 5월 15일에 확인함.
9. ↑  “中田宗男の「スカウト虚々実々」無名の高校時代に指名意志伝えるも…DeNA今永の“中日入り”なぜ幻と消えたのか 雨の熊本で輝いていた才能”. 주니치 스포츠. 2023년 3월 14일. 2023년 3월 14일에 확인함.
10. 1 2 3  《야큐타로》, No.017, 고사이도 출판, 2015년, 잡지 69412-14, p.85
11. 1 2 3  “DeNAのドラ1左腕・今永昇太　“浮き沈み”と向き合ってきた男の強さ”. BASEBALL KING. 2016년 3월 10일. 2016년 7월 19일에 확인함.
12. ↑  “ベイ１位今永を育てたのはハーレー乗りの父と音楽教師の母”. 《닛칸 겐다이 DIGITAL》 (닛칸 겐다이). 2015년 11월 14일. 2015년 11월 14일에 확인함.
13. 1 2  “注目集めるDeNAの新人今永　大学野球で鍛えられた即戦力左腕”. 《47NEWS》 (교도 통신사). 2016년 5월 31일. 2016년 8월 10일에 원본 문서에서 보존된 문서. 2016년 7월 19일에 확인함.
14. ↑  《야큐타로》, No.017, 고사이도 출판, 2015년, 잡지 69412-14, p.85-86
15. ↑  “ＤｅＮＡ武居邦生スカウトが勇退　山崎康晃、今永昇太、上茶谷大河らを発掘”. 닛칸 스포츠. 2021년 11월 9일. 2022년 4월 13일에 확인함.
16. ↑  “ＤｅＮＡ　ドラ１今永と合意　契約金１億円、年俸1500万円”. 《Sponichi Annex》. 스포츠 닛폰. 2015년 11월 18일. 2015년 11월 18일에 확인함.
17. 1 2  “プロ初勝利が遠いDeNA今永昇太。5試合で4回QS達成も援護率0.50”. BASEBALL KING. 2016년 5월 6일. 2016년 7월 19일에 확인함.
18. ↑  “14Kで新人黒星…DeNA今永は4人目の不運な男”. 《Sponichi Annex》 (스포츠 닛폰). 2015년 11월 18일. 2015년 11월 18일에 확인함.
19. ↑  “DeNA今永5連勝、82年金沢次男以来34年ぶり”. 닛칸 스포츠. 2016년 6월 12일. 2016년 7월 19일에 확인함.
20. ↑  “DeNA今永2軍再調整　ラミレス監督がプラン変更”. 닛칸 스포츠. 2016년 6월 19일. 2016년 7월 19일에 확인함.
21. 1 2  “DeNAを初CSへ導いたラミレス監督　選手起用で見られた計画性とデータの重視”. Sportsnavi. 2016년 9월 20일. 2016년 10월 5일에 확인함.
22. ↑  “ラミレス監督、敗戦も今永評価「期待以上の投球」”. 닛칸 스포츠. 2016년 10월 9일. 2016년 10월 9일에 확인함.
23. ↑  “DeNA今永1回猛攻浴び6失点KO「申し訳ない」”. 닛칸 스포츠. 2016년 10월 15일. 2016년 10월 15일에 확인함.
24. ↑  “DeNA今永が緊急降板　7回途中左足痛め負傷退場”. 닛칸 스포츠. 2017년 4월 4일. 2017년 4월 20일에 확인함.
25. ↑  “DeNA今永「問題ない」負傷降板の翌日即練習復帰”. 닛칸 스포츠. 2017년 4월 5일. 2017년 4월 20일에 확인함.
26. ↑  “DeNA・今永、自己ワースト8失点でKO「勝ちを意識してしまった」”. 《デイリースポーツオンライン》 (데일리 스포츠). 2017년 4월 12일. 2017년 4월 20일에 확인함.
27. 1 2  “今永、連続27アウト　ほぼノーヒッター”. 닛칸 스포츠. 2017년 4월 20일. 2017년 4월 20일에 확인함.
28. ↑  “DeNAが連勝、今永9勝目　ヤクルトは石山が誤算”. 닛칸 스포츠. 2017년 8월 10일. 2017년 8월 11일에 확인함.
29. ↑  “DeNA今永10勝　制球難もイニング間に重心修正”. 닛칸 스포츠. 2017년 8월 18일. 2017년 8월 23일에 확인함.
30. ↑  “DeNA・今永、恵みの雨!"中6日"スライド先発「いい方向にとらえたい」”. 《SANSPO.COM》 (산케이 스포츠). 2017년 10월 22일. 2017년 10월 24일에 확인함.
31. ↑  “DeNA・今永、完璧リリーフ＝プロ野球CS”. 《지지 닷컴》 (지지 통신사). 2017년 10월 23일. 2017년 10월 23일에 원본 문서에서 보존된 문서. 2017년 10월 24일에 확인함.
32. 1 2  “DeNA・今永、ダルビッシュ以来、史上2人目の2試合連続2ケタ奪三振”. 데일리 스포츠. 2017년 11월 4일. 2017년 11월 5일에 확인함.
33. ↑  “大会出場メンバー25名を発表 3監督が記者会見で意気込みを語る”. 野球日本代表 侍ジャパン オフィシャルサイト. 2017년 10월 12일. 2017년 10월 22일에 확인함.
34. ↑  “侍J・今永、台湾打線を圧倒12K!四回ピンチも「むしろチャンス」3者連続K”. 산케이 스포츠. 2017년 11월 17일. 2017년 11월 21일에 확인함.
35. ↑  “稲葉ジャパンがフル代表1勝、千賀ら6人完封リレー”. 닛칸 스포츠. 2018년 3월 3일. 2018년 12월 24일에 확인함.
36. ↑  “DeNA首位陥落、今季初先発今永「粘れなかった」”. 닛칸 스포츠. 2018년 4월 24일. 2018년 12월 24일에 확인함.
37. ↑  “DeNA低迷打破にはラミレス監督の「寛容さ」必要”. 닛칸 스포츠. 2018년 9월 8일. 2018년 12월 24일에 확인함.
38. ↑  “DeNA今永　初の年俸ダウン「プロとして恥ずかしいシーズン」”. 스포츠 닛폰. 2018년 11월 18일. 2019년 12월 5일에 확인함.
39. ↑  “DeNA今永、巻き返しへ　豪冬リーグで武者修行”. 닛칸 스포츠. 2018년 11월 19일. 2018년 12월 24일에 확인함.
40. ↑  “DeNA今永、豪州最終登板で6回1H13K無失点の快投　16打者連続凡退の圧巻劇”. 《Full-Count》. 2018년 12월 30일. 2020년 1월 28일에 확인함.
41. ↑  “侍J、強化試合初戦はメキシコに逆転負け　吉田正先制打、先発今永快投も救援陣崩れる”. 스포츠 닛폰. 2019년 3월 19일. 2019년 12월 5일에 확인함.
42. ↑  “筒香5打点!先制打&3ラン　8年ぶり本拠開幕戦勝利「最後まで戦い抜く」”. 스포츠 닛폰. 2019년 3월 29일. 2019년 12월 5일에 확인함.
43. ↑  “2019年5月度「大樹生命月間MVP賞」受賞選手　（セントラル・リーグ）”. 일본 야구 기구. 2021년 9월 16일에 확인함.
44. ↑  “マイナビオールスターゲーム2019出場者”. 일본 야구 기구. 2021년 9월 16일에 확인함.
45. ↑  “DeNA今永、巨人山口との決戦制し3冠　球団初快挙へ盤石6回零封12勝「もう一波乱を」”. 스포츠 닛폰. 2019년 8월 26일. 2019년 12월 5일에 확인함.
46. ↑  “DeNA、2位の意地見せた!勝利まであと1人で山崎同点弾被弾もその裏、乙坂が代打サヨナラ2ラン”. 스포츠 닛폰. 2019년 10월 6일. 2019년 12월 5일에 확인함.
47. ↑  “侍J・今永　ソロ被弾だけ毎回8Kでメキシコ封じ！6回1安打1失点「気合入れて投げました」”. 스포츠 닛폰. 2019년 11월 14일. 2019년 12월 5일에 확인함.
48. ↑  “DeNA・今永、球団左腕最高1億3600万円で更改　大幅昇給の使い道は?”. 스포츠 닛폰. 2019년 12월 6일. 2019년 12월 6일에 확인함.
49. ↑  “DeNA今永 3600万円ダウンの1億円更改 10月に左肩手術も「大台に残していただいた」”. 스포츠 닛폰. 2020년 12월 17일. 2021년 9월 16일에 확인함.
50. ↑  “DeNA今永 3600万円ダウンの1億円更改 10月に左肩手術も「大台に残していただいた」”. 스포츠 닛폰. 2020년 12월 17일. 2021년 9월 16일에 확인함.
51. ↑  “【ＤｅＮＡ】今永昇太、来季選手会長　１０月左肩手術も「２月中に全力投球」”. 스포츠 호치. 2020년 12월 16일. 2022년 5월 17일에 확인함.
52. ↑  “DeNA今永ほろ苦復帰登板5回途中6失点KO「良い球と悪い球はっきり」”. 닛칸 스포츠. 2021년 5월 24일. 2021년 9월 16일에 확인함.
53. ↑  “DeNA今永「温める」温熱と振動を与える機械で肩ケアし309日ぶり白星”. 닛칸 스포츠. 2021년 6월 13일. 2021년 9월 16일에 확인함.
54. ↑  “DeNA今永、完全復活の763日ぶり完投勝利 今季打率は驚異の.276”. 《Full-Count》. 2021년 9월 19일. 2022년 2월 22일에 확인함.
55. 1 2  “ＤｅＮＡ今永昇太は現状維持１億「気持ちあることだけ話した」メジャー願望”. 《nikkansports.com》. 2022년 2월 22일에 확인함.
56. ↑  “投手「首位打者」はDeNA今永、申告敬遠トップは...12球団データ番外編”. 《www.hb-nippon.com》. 2022년 2월 22일에 원본 문서에서 보존된 문서. 2022년 2월 22일에 확인함.
57. ↑  “「野球選手の中で多いけがではない」1軍復帰のDeNA今永、左前腕の肉離れだった「不安はない」”. 《주니치 스포츠》. 2022년 5월 2일. 2022년 5월 6일에 확인함.
58. ↑  “【DeNA】今永昇太「緊張」今季初登板は６回３失点勝敗つかず　倉本好守で勢い最速150キロ”. 《닛칸 스포츠》. 2022년 5월 6일. 2022년 5월 6일에 확인함.
59. ↑  “ＤｅＮＡ・今永、３季ぶり完封　チームは連敗「３」でストップ”. 《サンスポ》. 2022년 5월 17일. 2022년 5월 17일에 확인함.
60. ↑  “今永 昇太選手がノーヒットノーランを達成！” (일본어). 요코하마 DeNA 베이스타스. 2022년 6월 7일. 2022년 6월 8일에 확인함.
61. ↑  “ＤｅＮＡ・今永がノーノー！今季３人目、四球１つだけの準完全　球団５２年ぶり４人目”. 데일리 스포츠. 2022년 6월 7일. 2022년 6월 7일에 확인함.
62. ↑  “今永がノーヒットノーランプロ野球史上８５人目”. 데일리 스포츠 online. 2022년 6월 7일. 2022년 6월 7일에 확인함.
63. ↑  『2023 ベースボール・レコード・ブック 日本プロ野球記録年鑑』編集・発行：ベースボール・マガジン社、2022年12月31日第1版第1刷発行。6頁「2022年プロ野球回顧」、ISBN 978-4583115467
64. ↑  “【ＤｅＮＡ】今永昇太、ノーヒットノーラン達成”. 스포츠 호치. 2022년 6월 7일. 2022년 6월 7일에 확인함.
65. ↑  “DeNA・今永がノーヒットノーラン達成　北海道では史上初、球団では大洋時代の鬼頭以来52年ぶり4人目”. 스포니치아넥스. 2022년 6월 7일. 2022년 6월 8일에 확인함.
66. ↑  “今永がノーヒットノーラン　プロ野球史上８５人目”. 주니치 신문. 2022년 6월 7일. 2022년 6월 8일에 원본 문서에서 보존된 문서. 2022년 6월 8일에 확인함.
67. ↑  “【DeNA】今永昇太２度目の月間MVP受賞「狙ってとれるものではない」８月５試合先発で５勝”. 닛칸 스포츠. 2022년 9월 7일. 2022년 10월 5일에 확인함.
68. ↑  “ＤｅＮＡファン選出８月ＭＶＰは今永　月間５勝チーム貢献”. カナロコ. 2022년 9월 6일. 2022년 10월 5일에 확인함.
69. ↑  “【DeNA】今永昇太「CSのつもりでマウンドに上がった」11勝目＆３年ぶり規定投球回”. 닛칸 스포츠. 2022년 10월 2일. 2022년 10월 5일에 확인함.
70. ↑  “【DeNA】今永昇太4000万増「球団の方も前向きに」来オフ以降のメジャー挑戦へ協議継続”. 《닛칸 스포츠》. 2022년 12월 8일. 2022년 12월 9일에 확인함.
71. ↑  “ＷＢＣ侍ジャパンのメンバー先行発表　ダルビッシュ有、大谷翔平、佐々木朗希、村上宗隆ら１２人”. 《산스포》. 2023년 1월 6일. 2023년 3월 23일에 확인함.
72. ↑  “第2先発じゃもったいない！侍ジャパン・左のエース今永の奪三振ショーが頼もしい「今永ヤバいって」「えぐい球投げるな」”. 《ABEMA NEWS》. 2023년 3월 3일. 2023년 3월 23일에 확인함.
73. ↑  “重要な“第2先発”全うした今永昇太は声援に感謝「知らない力を出させてもらった」”. 《BASEBALL KING》. 2023년 3월 11일. 2023년 3월 23일에 확인함.
74. ↑  “【WBC】今永昇太が好リリーフで流れ引き寄せ　最速154キロ直球を軸にイタリア打線を寸断”. 《닛칸 스포츠》. 2023년 3월 16일. 2023년 3월 23일에 확인함.
75. ↑  “【WBC】今永昇太「打たれた後の歓声とか感情はずっと頭に焼きついてく」決勝戦先発堂々務める”. 《닛칸 스포츠》. 2023년 3월 22일. 2023년 3월 23일에 확인함.
76. ↑  “【DeNA】今永昇太今季初登板で初勝利　２位浮上「芸術品を見てるような感じ」三浦監督も心酔”. 《닛칸 스포츠》. 2023년 4월 21일. 2023년 6월 4일에 확인함.
77. ↑  “【DeNA】「今バウアー」だ今永昇太、７回15Ｋ熱投　バウアー助言も胸にピンチで球速アップ”. 《닛칸 스포츠》. 2023년 7월 7일. 2023년 7월 8일에 확인함.
78. ↑  “DeNA・今永 通算1000奪三振！史上8位のスピード到達、156人目 米10球団スカウト熱視線 - スポニチ Sponichi Annex 野球”. 《スポニチ Sponichi Annex》 (일본어). 2023년 9월 13일에 확인함.
79. ↑  “2023年度 表彰選手（セントラル・リーグ）」”. NPB. 2023년 10월 4일. 2023년 10월 4일에 확인함.
80. ↑  “DeNAが今永昇太のポスティングによる大リーグ挑戦を容認　米メディアは100億円超の契約を予想”. 스포츠 닛폰. 2023년 11월 11일. 2023년 11월 11일에 확인함.
81. ↑  “カブス 今永昇太との契約を正式発表 4年契約 SNSでは日本語で「ようこそシカゴ・カブスへ！」”. 《スポニチ Sponichi Annex》 (일본어). 2024년 1월 11일. 2024년 1월 11일에 확인함.
82. ↑  “カブス、今永昇太との4年契約を正式発表　背番号「18」に決定、鈴木誠也と共闘”. Full-Count. 2024년 1월 12일. 2024년 1월 12일에 확인함.
83. ↑  “今永 カブスと最大5年総額116億円で合意 誠也と共闘！4月いきなり侍対決6連戦”. 《スポニチ Sponichi Annex》 (일본어). 2024년 1월 11일. 2024년 1월 11일에 확인함.
84. ↑  “MLB：カブス入り報道の今永昇太、４年総額７７億円で契約…複数の米メディア”. 요미우리 신문. 2024년 1월 11일. 2024년 1월 13일에 확인함.
85. ↑  “カブスの今永昇太、地元ファン熱狂のメジャー初登板初勝利　6回無失点無四球9K　六回2死までノーヒットの快投　驚異のスプリット空振り率80％”. 《デイリースポーツ online》. 2024년 4월 2일. 2024년 4월 3일에 확인함.
86. ↑  “今永昇太投手｜球速・球種・被打率│2023”. 《球速ドットコム》. 2023년 10월 13일에 확인함.
87. ↑  “ハートは熱く、頭は冷静に！ ～今永昇太投手（横浜DeNAベイスターズ）～”. ハレピョンブログ. 2018년 1월 19일. 2019년 7월 14일에 원본 문서에서 보존된 문서. 2019년 7월 14일에 확인함.
88. ↑  “伸びる直球、筒香もうなる　DeNA今永昇太(上)”. 니혼케이자이 신문. 2017년 3월 12일. 2021년 6월 27일에 확인함.
89. 1 2  《야큐타로》, No.017, 고사이도 출판, 2015년, 잡지 69412-14, p.15
90. ↑  “【侍ジャパン】第２先発・今永昇太が３回１失点、毎回の３奪三振と好投 最速１５４キロを計時”. 《스포츠 호치》 (일본어). 2023년 3월 10일. 2023년 3월 10일에 확인함.
91. ↑  “侍・今永昇太 メジャートップ級2678回転の極上直球で「世界」デビュー”. 스포츠 닛폰. 2023년 3월 10일. 2024년 1월 10일에 확인함.
92. ↑  “【DeNA】今永、単独トップ13勝目　三冠で沢村賞見えた　ラミレス監督「No.1投手と証明した試合」”. 스포츠 호치. 2019년 9월 2일. 2019년 9월 16일에 확인함.
93. ↑  “カーショウ球速低下も「スラッター」で勝負　サイヤング賞左腕の“進化””. SPAIA. 2019년 5월 31일. 2018년 9월 16일에 확인함.
94. ↑  “【ＤｅＮＡ】今永昇太が８回１失点で後半戦初勝利「チェンジを見せ球にフォークに切り替えた」”. 《스포츠 호치》 (일본어). 2021년 9월 12일. 2021년 9월 16일에 확인함.
95. ↑  “2015年プロ野球ドラフト”. 스포니치 Sponichi Annex. 2015년 10월 24일에 원본 문서에서 보존된 문서. 2021년 9월 16일에 확인함.
96. ↑  “投手「首位打者」はDeNA今永、申告敬遠トップは...12球団データ番外編”. 고교 야구 닷컴. 2021년 12월 31일. 2022년 10월 5일에 원본 문서에서 보존된 문서. 2022년 10월 5일에 확인함.
97. ↑  “【球界ここだけの話(665)】DeNAの投げる哲学者・今永の名言集「一つ一つのボールに意味がある」”. 산케이 스포츠. 2016년 9월 15일. 2021년 9월 16일에 확인함.
98. ↑  “DeNA・今永昇太　ミズノのグラブ 「逆境こそ覚醒のとき」マウンドでともに戦う相棒”. 슈칸 베이스볼 ONLINE. 2017년 8월 17일. 2022년 10월 5일에 확인함.
99. ↑  “炭谷銀仁朗、今永昇太など7名のプロ選手が新たに『ミズノ ブランド アンバサダー契約』を締結！”. 고교 야구 닷컴. 2017년 11월 29일. 2022년 10월 5일에 확인함.[깨진 링크(과거 내용 찾기)]
100. ↑  “ベイ１位今永を育てたのはハーレー乗りの父と音楽教師の母”. 日刊ゲンダイDIGITAL. 2016년 10월 17일. 2023년 3월 23일에 확인함.
101. ↑  “今永昇太コラム　第4回　「小中学校の思い出」”. 週刊ベースボールONLINE. 2020년 5월 23일. 2023년 3월 23일에 확인함.
102. ↑  “【ＤｅＮＡ】今永昇太の父・孝司さんが死去　球団が発表”. 스포츠 호치. 2022년 6월 20일. 2023년 3월 23일에 확인함.
103. ↑  “WBC世界一の最強サウスポーが自身初の著書で語る“投球”のメカニック——『#今永昇太のピッチングバイブル』10月27日発売（予定）”. 《ベースボール・マガジン社公式X》 (일본어). 2023년 9월 27일. 2023년 9월 29일에 확인함.
104. ↑  “ＤｅＮＡドラ１・今永、プロ初登板４失点で黒星…チームは３連敗”. 《산케이 스포츠》. 2016년 3월 30일. 2022년 6월 7일에 확인함.
105. ↑  “ＤｅＮＡ今永初勝利…やっと「過去の自分に勝てた」”. 《닛칸 스포츠》. 2016년 5월 7일. 2022년 6월 7일에 확인함.
106. ↑  “ＤｅＮＡ・今永昇太が通算１０００投球回を達成　生え抜き左腕では１９９６年の野村弘樹以来５人目”. 《산케이 스포츠》. 2023년 9월 30일. 2023년 9월 30일에 확인함.
107. ↑  “DeNA・今永がノーヒットノーラン達成　北海道では史上初、球団では大洋時代の鬼頭以来52年ぶり4人目”. 《Sponichi Annex》. 2022년 6월 7일. 2022년 6월 7일에 확인함.
108. ↑  “ＤｅＮＡ・今永がノーノー！今季３人目、四球１の準完全もクール「何者でもない一投手を”. 《데일리 스포츠》. 2022년 6월 7일. 2022년 6월 7일에 확인함.
109. ↑  “【西武】51年ぶり屈辱…今季２度目のノーノーくらう「なんだよ。1敗は1敗」辻監督自嘲気味”. 《닛칸 스포츠》. 2022년 6월 18일. 2022년 6월 19일에 확인함.